# Bạc má đen cánh trắng
Bạc má đen cánh trắng, tên khoa học Melaniparus leucomelas, là một loài chim trong họ Paridae.